# Lingue Teke
Le lingue teke, note anche come lingue téké in francese, sono lingue bantu parlate dalle popolazioni Téké o Bateke dell'Africa centrale, nella Repubblica del Congo, nella Repubblica Democratica del Congo e nel Gabon.
Secondo Nurse e Philippson (2003), le lingue Teke (a parte il Teke occidentale che fa parte del sottogruppo B80) formano un sottogruppo filogenetico insieme al gruppo Tende (parte del sottogruppo B80):
- Teghe
- Teghe (Tɛgɛ, Teke settentrionale)
- Ngungwel (Ngungulu, NE Teke) - Teke centrale (Njyunjyu/Ndzindziu, Boo/Boma/Eboo)
- Tio (Bali) - Teke orientale (Mosieno, Ng'ee/Ŋee)
- Kukẅa (Kukuya, Teke meridionale)
- Fuumu (Teke meridional) - Wuumu (Wumbu)
- Tiene (B.80)
- Mfinu (B.80)
- Mpuono (B.80)